# イヅミ工業
イヅミ工業株式会社（イヅミこうぎょう、IZUMI MACHINE MFG. Co., Ltd. ）は、愛知県大府市に本社を置く、工作機械および自動車部品メーカー。豊田自動織機の連結子会社。

## 概要
事業領域は、工作機械や自動車部品の製造などである。
なお、正式名称は「イヅミ工業」であり、「イズミ工業」は誤りである。

## 沿革
- 1946年（昭和21年）5月 - 西山製作所（にしやませいさくじょ）として創業。
- 1950年（昭和25年）4月1日 - 株式会社に組織変更し、イヅミ工業株式会社を設立。
- 1995年（平成7年）10月 - 豊田自動織機の関連会社となる。
- 2002年（平成14年）12月 - ISO 14001認証を取得。
- 2005年（平成17年）12月 - 北崎工場がISO 9001認証を取得。
- 2007年（平成19年）12月 - 豊田自動織機の100%子会社となる。
- 2009年（平成21年）7月1日 - 同じ豊田自動織機の100%子会社であったエスケイイー株式会社を吸収合併。

## 事業所
- 本社 / 本社工場 - 愛知県大府市北崎町清水1-3
- 北崎工場 - 愛知県大府市北崎町小根下2-2
- 石浜工場 - 2008年豊田自動織機より移管。
- 楠工場 - 2009年7月に合併した同じ豊田自動織機子会社のエスケイイーの工場
- 大府事業所 - 同上

## 主な製品
- 専用工作機械
- 摩擦圧接機（豊田自動織機より委託）
- 自動車部品（豊田自動織機他より委託）
  - 自動車用エアコン部品
    - スワッシュプレート
    - ラグプレート
    - その他エアコン部品

  - サスペンションメンバー
  - カムシャフト
  - その他各種自動車部品